# Список давньоримських фастів
Список давньоримських фастів можна розділити на дві групи:
- річні календарі (Fasti Sacri, Fasti Diurni);[⇨]
- історичні хроніки та щорічні реєстри магістратів (Fasti Annales, Fasti Magistrales).[⇨]

Більшість фастів дійшла до нас у вигляді уламків кам'яних або мармурових плит, надписи на яких відтворені археологами (хоча є і кілька цілих фастів). Окрім того, деякі фасти збереглися як папіруси або рукописи.

## Список календарів
- Fasti Allifani або Calendarium Allifanum (CIL IX 2320) — два невеликих уламки календаря, на яких є кілька днів липня і серпень календаря за 30 рік н. е. Знайдені в 1876 у містечку Аліфе (давні Алліфи), у фундаменті будівлі під назвою «Стара канцелярія», зберігаються у провінційному музеї Кампанії;[1]
- Fasti Amiternini або Calendarium Amiterninum — уламки календаря з місяцями від травня до грудня, який датують 16—19 рр. н. е. Знайдений у місті Амітернум;[2]
- Fasti Antiates[it] — уламки доюліанського календаря, який був знайдений у склепі під віллою Нерона у 1915 і датується між 67 і 55 рр. до н. е.;
- Fasti Antiates Maiores[en] — чи не найдавніший відомий календар, ще з часів до календарної реформи Юлія Цезаря, який датують між 84 і 55 рр. до н. е.;
- Fasti Antiates Ministrorum Domus Augustae або Calendarium Antiatinum — уламки календаря за 51 рік н. е. з місяцями липень—грудень. Окрім того, пам'ятка містить список міністерств дому імператора. Знайдений у місті Antium[en] (нині Анціо);[3][4]
- Calendarium Capranicorum (серпень і вересень);[5]
- Feriale Cumanum (CIL X 8375) — календар з міста Куми, який датується 4–14 рр. н. е. і в якому відзначено лише державні свята. Складений під час правління Октавіана Августа і містить свідчення зародження імператорського культу[en];[6]
- Feriale Duranum[en] — невеликий згорток папірусу з календарем релігійних обрядів для військового підрозділу, дислокованого в Дура-Европос, римська провінція Сирія. Його датують часом правління Олександра Севера (224—235 рр. н. е.);
- Fasti Esquilini або Calendarium Esquilinum — календар, який датується 17 роком до н. е. (за іншими даними 8 роком до н. е.[5]) В календарі згадується побудова Тиберієм храму в Трастевере, який присвячений богині Фортуні;[7][8]
- Calendarium Farnesianum (кілька днів лютого і березень);[4]
- Fasti Guidizzolenses (CIL I 253) — невеликий кам'яний календар розмірами 55 на 30 см, ймовірно, виготовлений для приватного використання, знайдений в римській колонії Augusta Brixia (сучасна Брешія). Впорядкований по стовпцях, де кожен стовпець є місяцем з позначеними календами, нонами та ідами, але відсутніми нундінами, тобто календар не розбитий на тижні. Інформація про свята подана в маленькому feriale (календарі свят) у правій частині основного календаря.[9]
- Fasti Maffeiani або Calendarium Maffeanum чи Calendarium Maffeiorum (CIL VI 2297) — один з найповніших календарів, що дійшов до нас. Розмір 90 на 70 см, знайдений у Римі в 1547 р. Маріо Тореллі[en] його датує 8 роком н. е. або пізніше;[4][10]
- Calendarium Pincianum — липень, серпень і вересень календаря за 30 рік н. е.;[4]
- Fasti Praenestini, Сalendarium Praenestinum або Fasti Verriani — календар на мармуровій плиті, який був складений граматиком Веррієм Флакком і який зберігся лише частково (місяці січень, лютий, березень, квітень та грудень). Він був найдений у 1770 році у місті Пренесте (нині Палестрина);[4][5]
- Fasti Tauromenitani — календар з римської колонії Tauromenium, що на Сицилії;[11]
- Fasti Vaticani або Calendarium Vaticanum (CIL VI 2298) — календар часів правління імператора Тиберія (14—37 н. е.), від якого збереглися лише кілька днів березня і квітень;[4][5]
- Fasti Venusini або Calendarium Venusinum (CIL IX 421) — травень і червень календаря за 28 рік н. е.[4]

### Галерея календарів

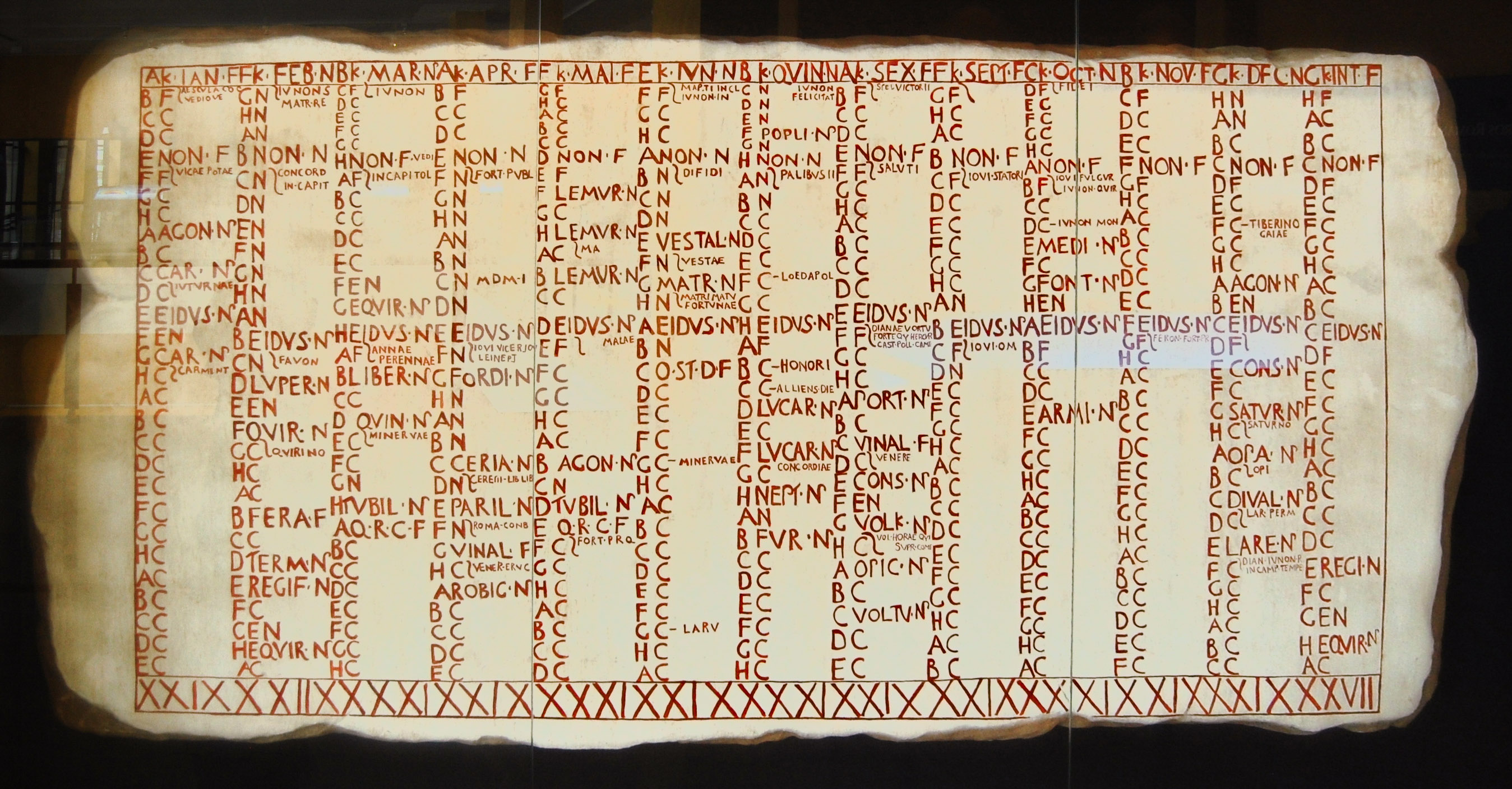
Fasti Antiates Maiores (між 84 і 55 до н. е.)
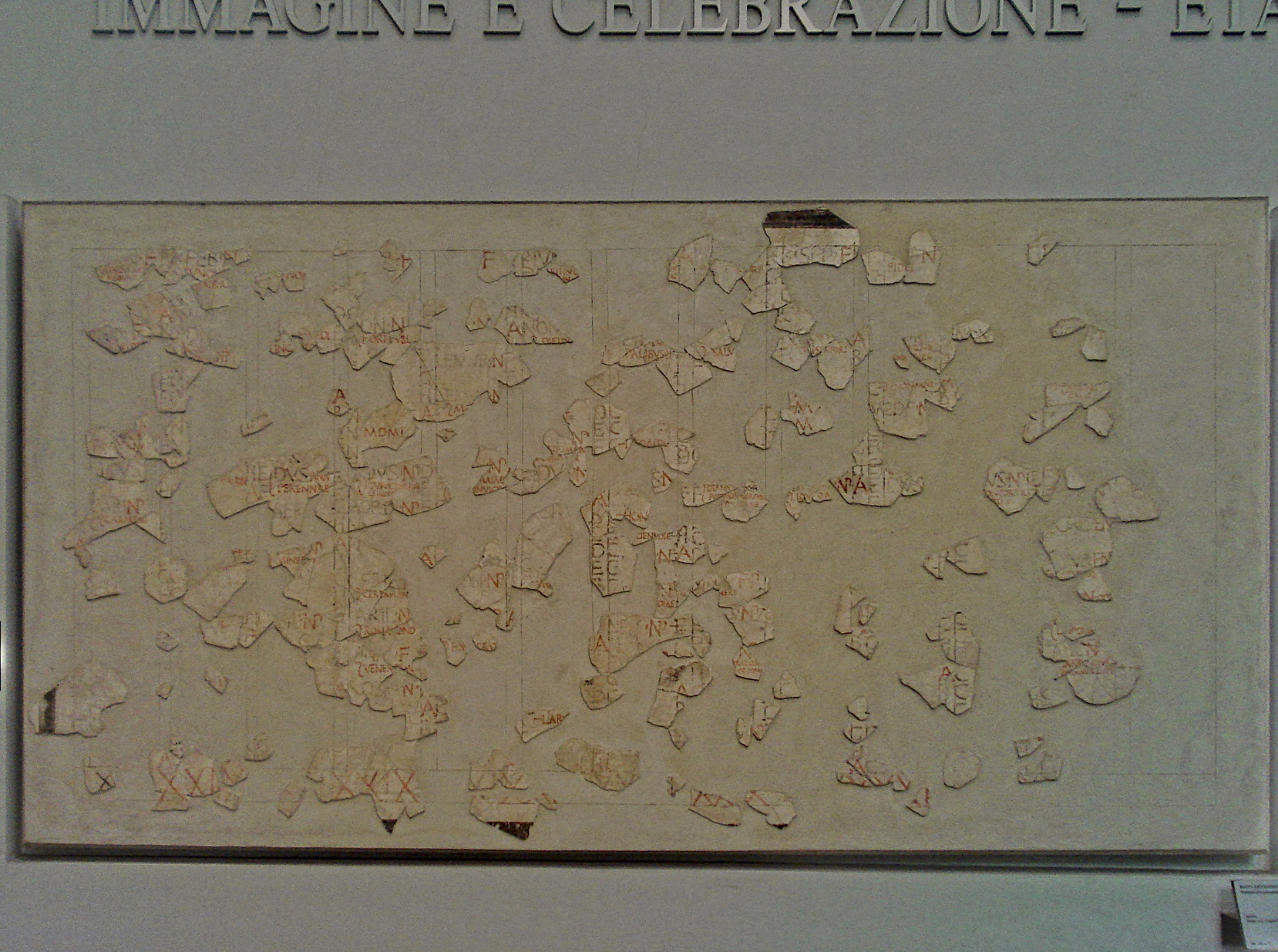
Fasti Antiates (між 67 і 55 рр. до н. е.)
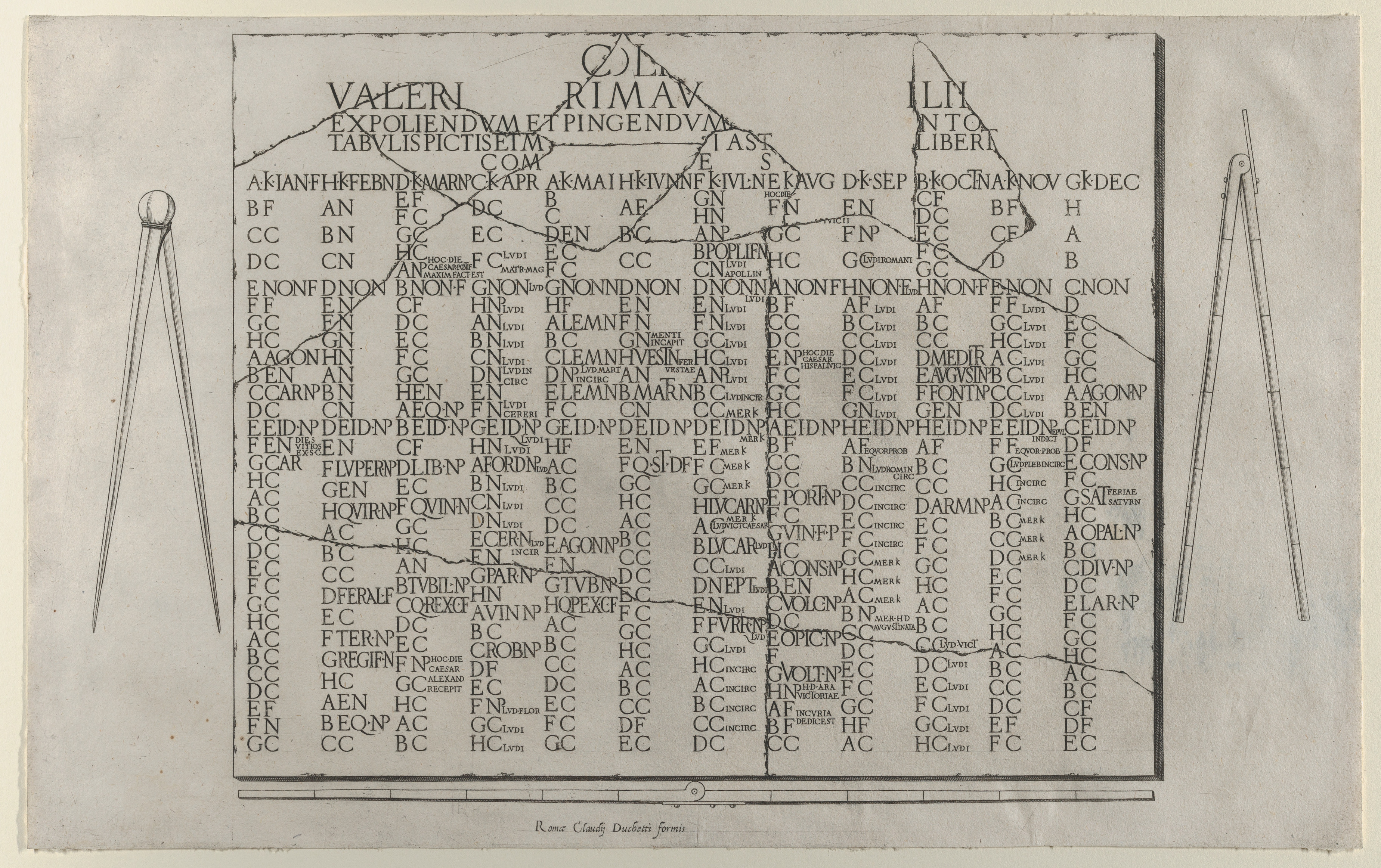
Fasti Maffeiani (між 8 і 37 н. е.)
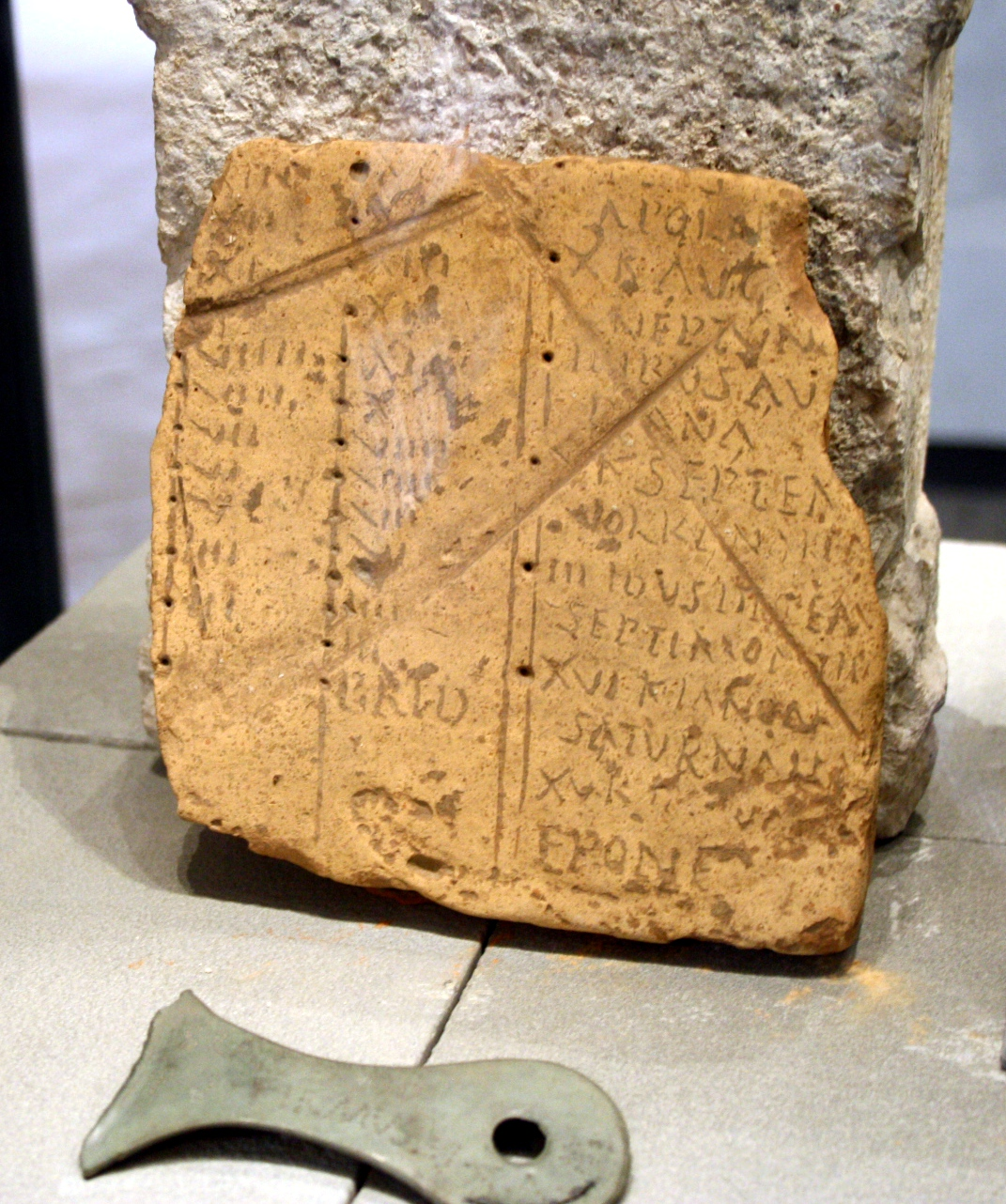
Fasti Guidizzolenses
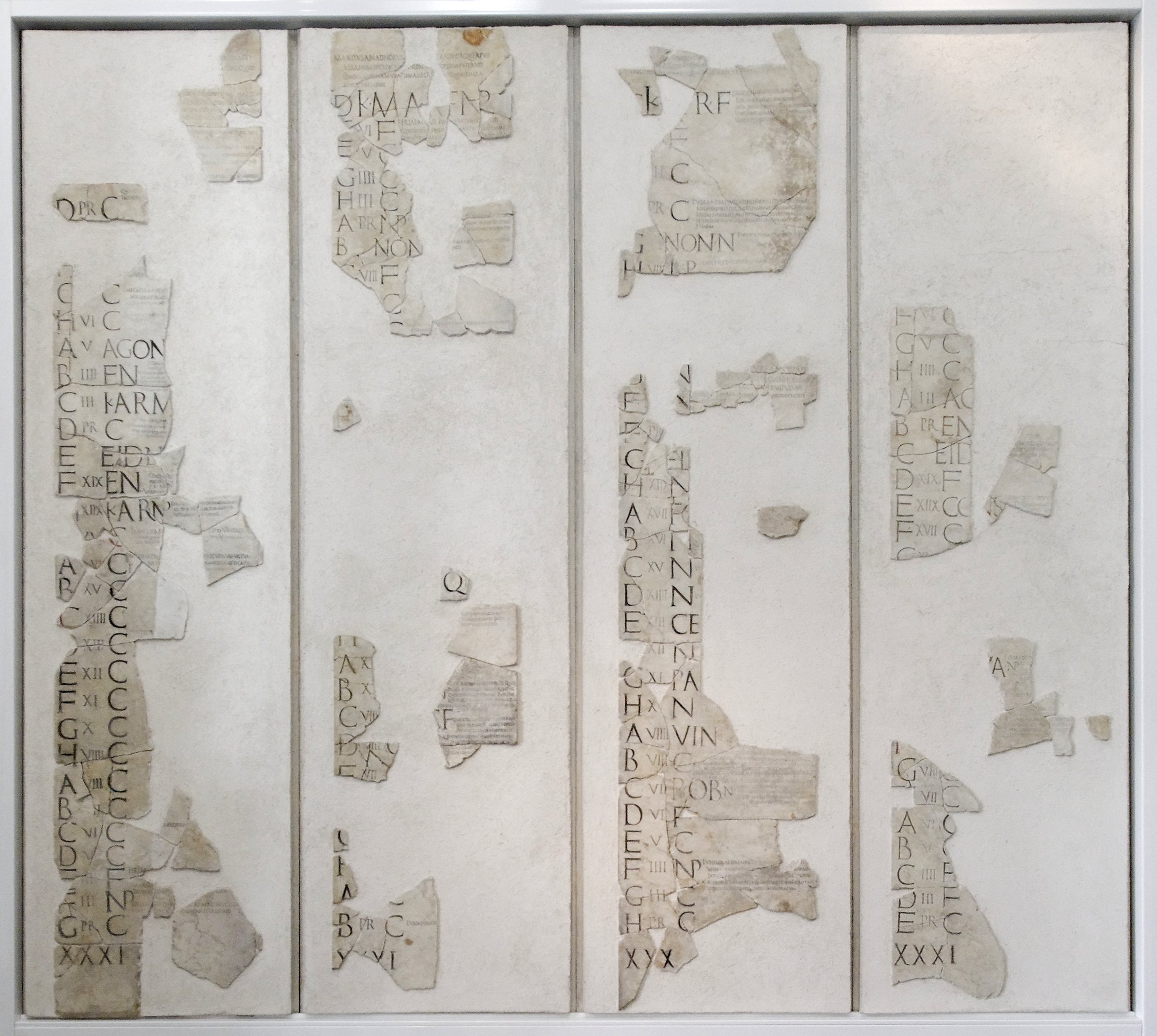
Fasti Praenestini (злам І ст. до н.е. — І ст н.е.)

## Список хронік та реєстрів
- Fasti Capitolini — найважливіші хроніки, що складаються з двох списків:
  - Fasti consulares — перелік консулів Римської республіки з 483 до н. е. по 13 н. е.
  - Fasti triumphales — перелік тріумфаторів від заснування міста і до 19 до н. е.
- Fasti Colotiani — список римських консулів за 45—12 рр. до н. е. Пам'ятка була знайдена в садах Колоччі (Horti Colotiani) біля Акведука Діви в Римі, датується періодом 12 до н. е. — 14 н. е. і зберігається в Капітолійських музеях.[12]
- Fasti Ostienses (CIL XIV 244) — мармурові плити з висіченою на них хронікою римських магістратів та важливих подій з 49 до н. е. до 175 н. е., що були знайдений в Остії;
- Fasti Vindobonenses[en] — два комплекти пізньоантичних хронік:
  - Fasti vindobonenses priores охоплює періоди 44 до н. е. — 403 н. е. і 455—493 рр.
  - Fasti vindobonenses posteriores описує період 44 до н. е. — 397 н. е.
- Fasti praetorii — реєстр преторів;[13]
- Fasti sacerdotales та Fasti fratrum arvalium — реєстри жерців;[13]
- Fasti Idatani або Fasti Hispani — твір єпископа Ідація, основне і найповніше джерело з історії Піренейського півострова V ст.

### Галерея хронік та реєстрів

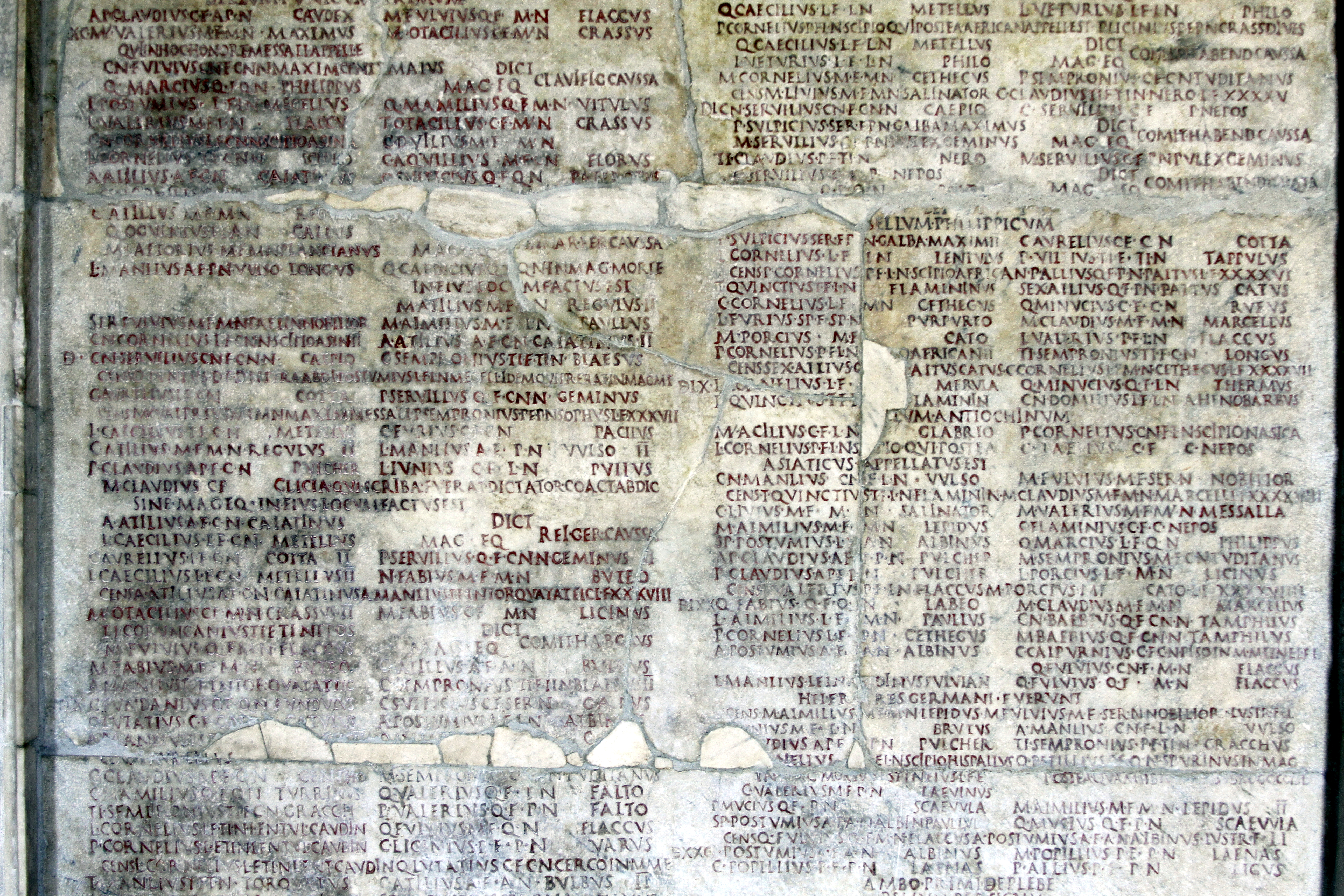
Fasti consulares
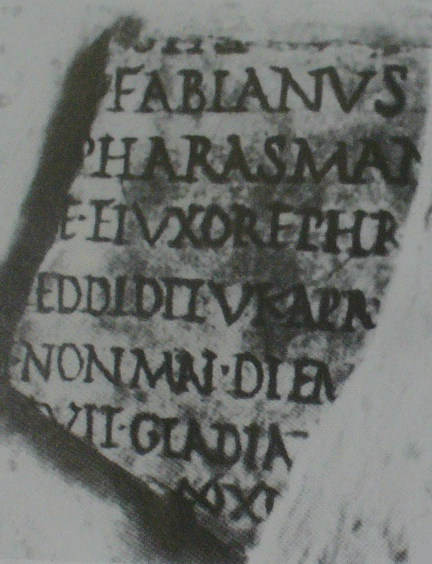
Fasti Ostienses

### Довідники
- Fasti // Энциклопедический словарь : в 86 т. (82 т. и 4 доп.). — СПб. : Ф. А. Брокгауз, И. А. Ефрон, 1890—1907. (рос.) (рос.)
- Fasti, Fors Fortuna // A Dictionary of Greek and Roman Antiquities / William Smith, D.C.L., LL.D. — London, England : John Murray, 1875. — 1294 с. (англ.)
- Fasti  // Реальный словарь классических древностей / под ред. членов Общества классической филологии и педагогики Любкер Ф., Ф. Гельбке, Л. Георгиевского, Ф. Зелинского, В. Канского, М. Куторги и П. Никитина. — СПб., 1885.(нім.)(рос.)

### Статті
- Molly Swetnam-Burland. Working for the Emperor at Antium: Profession and Prestige in the Fasti Antiates Ministrorum Domus Augustae. — 2024. — Т. Classical Antiquity, № 43 (1). — С. 124–166. (англ.)

### Книжки
- Йорг Рюпке[en]. The Religion of the Romans. — Polity Press, 2007. — 350 с. — ISBN 9780745630144. (англ.)
- Jörg Rüpke. Religion in Republican Rome: Rationalization and Ritual Change. — University of Pennsylvania Press, Incorporated, 2012. — 328 с. — ISBN 9780812206579. (англ.)
- Mario Torelli. Typology and Structure of Roman Historical Reliefs. — University of Michigan Press, 1992. — 144 с. (англ.)
- Alessandro Barchiesi, Jörg Rüpke, Susan A. Stephens. Rituals in Ink: A Conference on Religion and Literary Production in Ancient RomeTypology and Structure of Roman Historical Reliefs. — Stanford University. Department of Classics, 2004. — 182 с. (англ.)